# Elzir Cabral
Elzir Cabral , foi funcionário da Rede Ferroviária Federal e ex-presidente do Ferroviário . Morreu em 21 de junho de 2008. 
Foi presidente do clube coral na segunda metade da década de 60, entre 1967 á 1969. Sendo campeão invicto em 1968
Foi o comprador do terreno onde localiza a sede e a vila olímpica do clube.
Hoje dá nome ao estádio do Ferroviário em Fortaleza.